# Жердзь (Люблінське воєводство)
Жердзь (пол. Żerdź) — село в Польщі, у гміні Жижин Пулавського повіту Люблінського воєводства.
Населення — 536 осіб (2011).
У 1975-1998 роках село належало до Люблінського воєводства.

## Демографія
Демографічна структура станом на 31 березня 2011 року:
|          | Загалом | Допрацездатний вік | Працездатний вік | Постпрацездатний вік |
| -------- | ------- | ------------------ | ---------------- | -------------------- |
| Чоловіки | 254     | 40                 | 187              | 27                   |
| Жінки    | 282     | 54                 | 162              | 66                   |
| Разом    | 536     | 94                 | 349              | 93                   |